# Eduardo Roberto Stinghen
Eduardo Roberto Stinghen eller bare Ado (født 4. juli 1946 i Jaraguá do Sul, Brasilien) er en tidligere brasiliansk fodboldspiller (målmand), der med Brasiliens landshold vandt guld ved VM i 1970 i Mexico. Han var dog ikke på banen i turneringen. I alt nåede han at spille tre landskampe.
Ado spillede på klubplan primært for São Paulo-storklubben Corinthians.